# Austin (Indiana)
Austin é uma cidade  localizada no estado americano de Indiana, no Condado de Scott.

## Demografia
Segundo o censo americano de 2000, a sua população era de 4724 habitantes. 
Em 2006, foi estimada uma população de 4655, um decréscimo de 69 (-1.5%).

## Geografia
De acordo com o United States Census Bureau tem uma área de 
6,3 km², dos quais 6,3 km² cobertos por terra e 0,0 km² cobertos por água.

## Localidades na vizinhança
O diagrama seguinte representa as localidades num raio de 28 km ao redor de Austin. 